# Rasno (gmina Prijepolje)
Rasno (cyr. Расно) – wieś w Serbii, w okręgu zlatiborskim, w gminie Prijepolje. W 2011 roku liczyła 379 mieszkańców.